# 実録鬼嫁日記
実録鬼嫁日記（じつろく・おによめにっき）は、会社員「カズマ」とその妻、及び娘との生活をベースにしたインターネットのブログ。

## 概要
2004年9月に公開開始。アメーバブログの「第1回アメーバブログランキング」に応募するために作成されたブログで、結果1位を獲得し賞金100万円を手にした。ピーク時には1日のアクセス数が80万を超える人気サイトであった。書籍としても発売されたほか、それをベースとして漫画、テレビドラマ、ゲームが制作された。
元々はカズマの趣味であるパチスロの様子をメインとした日記（2001年7月公開開始）の中で書かれていた鬼嫁ネタがベースで、友人から賞金ランキングの話を聞きつけて試しに書いてみたものが大ヒットしたのだという。2005年の新語・流行語大賞で「ブログ」がトップテン入りした際には、カズマが代表者に選ばれ賞を受け取っている。
なお「鬼嫁日記」メインブログは当初よりアメーバブログで公開されていたが、元々の土台である日記（サブブログ）はさるさる日記→CGIBOY→エキサイトブログ→Livedoor Blog→アメーバブログと移転を重ねた。サブブログについては、現在は2005年3月のエキサイトブログへの移転以降の記事が参照可能である。また他に「実録鬼嫁日記」の名前がつくサイトとしては、2005年12月よりダイコク電機の「データロボ サイトセブン」サイト内で公開されているコラム（週1回更新）がある（2010年11月更新終了）。

## 書籍
著者をカズマとして、2005年1月に「実録鬼嫁日記ー仕打ちに耐える夫の悲鳴」、2006年1月に「実録鬼嫁日記ー嫁からの仰天サプライズ！？」、2007年3月に「実録鬼嫁日記ーパパ本当に大丈夫？」が、いずれもアメーバブックスより刊行されている。

## 漫画
原作はカズマ、作画はイトカツ。『スーパージャンプ』（集英社）掲載。4コマ漫画。ギャグタッチになっている。
またサブブログの内容を元に、カズマがパチスロを打つ模様を主体とした『実録鬼嫁日記～涙のスロット編～』が『パチスロパニック7』（白夜書房）にて不定期に掲載されている。

## テレビドラマ
『鬼嫁日記』のタイトルで関西テレビ放送の2005年秋季編成に於ける毎週火曜日22時からの連続ドラマシリーズで放送される。主演は観月ありさとガレッジセールのゴリ。
同局で以前放送されていたドラマ、「アットホーム・ダッド」に登場した街に主人公の二人が引っ越してくるというコラボレーションをしており、大沢健児（役 永井大）、倉本冴子（役 滝沢沙織）などはアットホーム・ダッドからの登場人物となる。ちなみに実際の舞台は福岡。

## ゲーム
2006年2月23日に発売されたPlayStation Portable用のテキストアドベンチャーゲーム。

## 映画
ギャガ・コミュニケーションズの配給により2006年度の上映を目指して製作される予定であったが、頓挫した模様である。

### メインブログ
- 実録鬼嫁日記（アメブロ）

### サブブログ
- 実録鬼嫁日記～カズマ奮闘編～（アメブロ）
- 実録鬼嫁日記～涙のスロット編～（ライブドアブログ）
- 実録鬼嫁日記～涙のスロット編～（エキサイトブログ）

### その他
- 実録鬼嫁日記～涙のスロット編～（ダイコク電機サイト内のコラム）